# Белое (озеро, Мамлютский район)
Белое (каз. Белое) — озеро в Мамлютском районе Северо-Казахстанской области Казахстана. Находится к западу от села Белое.
По данным топографической съёмки 1940-х годов, площадь поверхности озера составляет 2,25 км². Наибольшая длина озера — 1,9 км, наибольшая ширина — 1,5 км. Длина береговой линии составляет 5,4 км, развитие береговой линии — 1,01. Озеро расположено на высоте 129,9 м над уровнем моря.
Озеро входит в перечень рыбохозяйственных водоёмов местного значения.